# Lista castelelor și conacelor din județul Alba
Aceasta este o listă a castelelor și conacelor din județul Alba.

## Castele

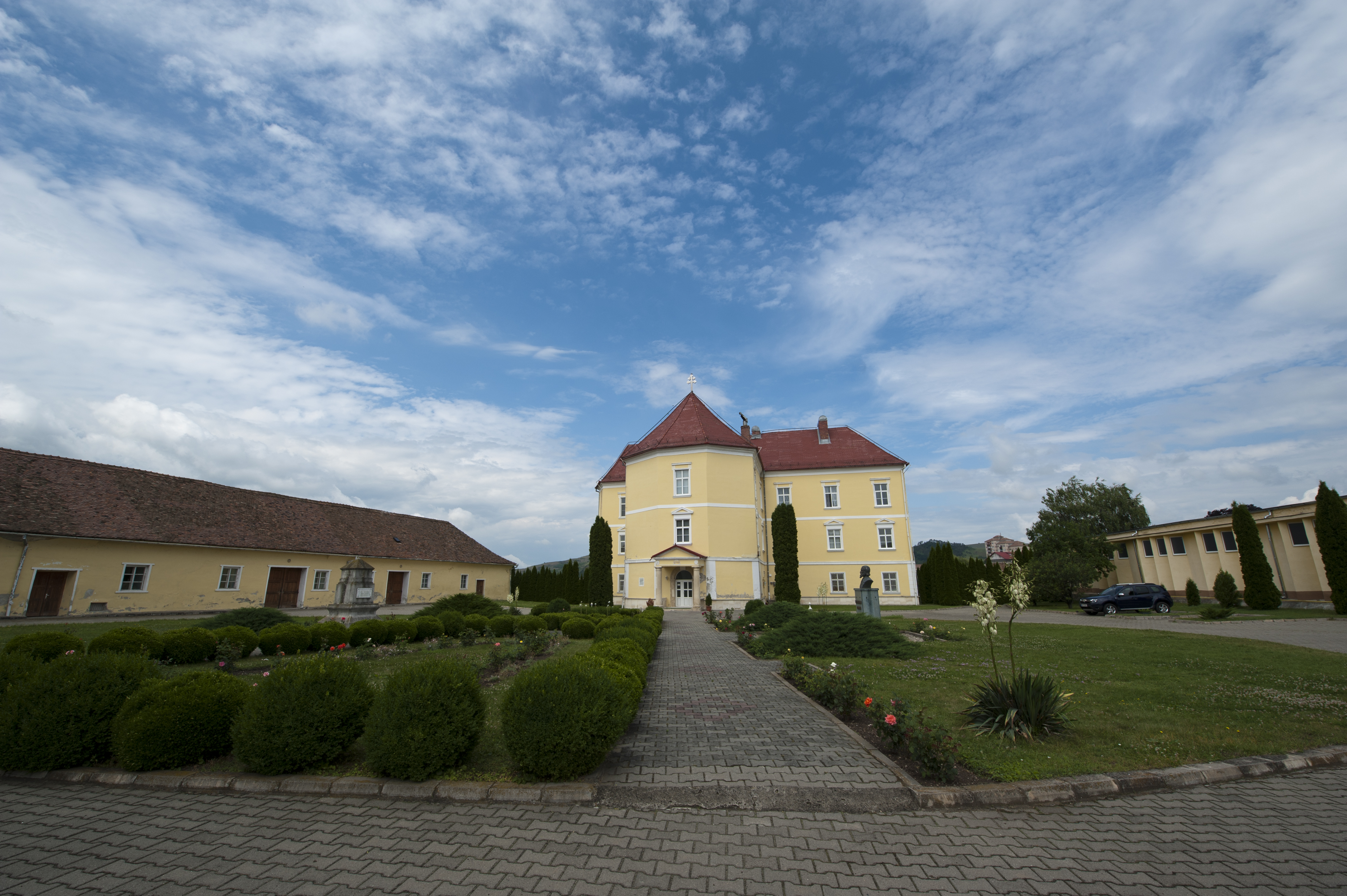
Castelul Bagdi din Blaj

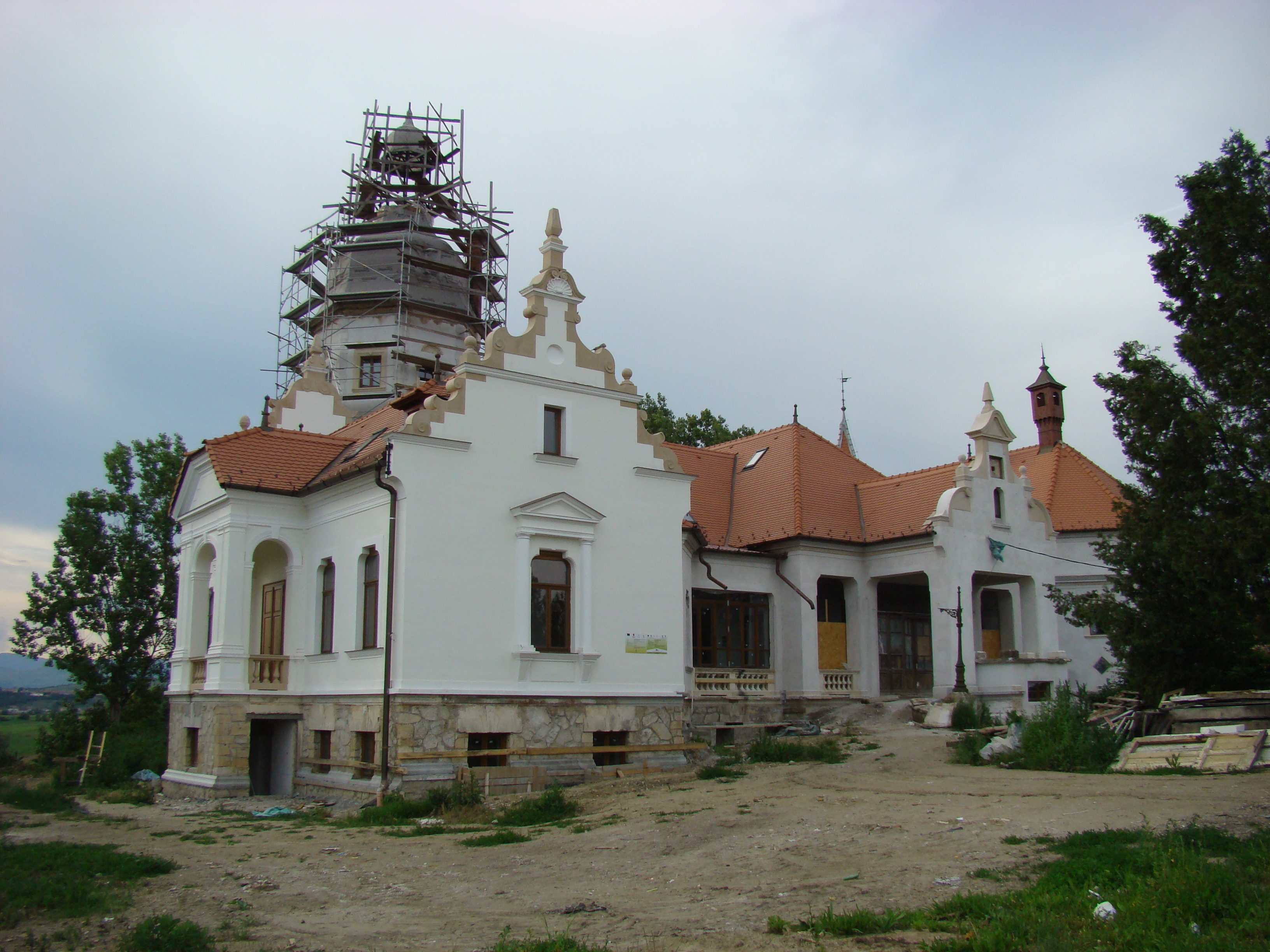
Castelul Bánffy din Sâncrai

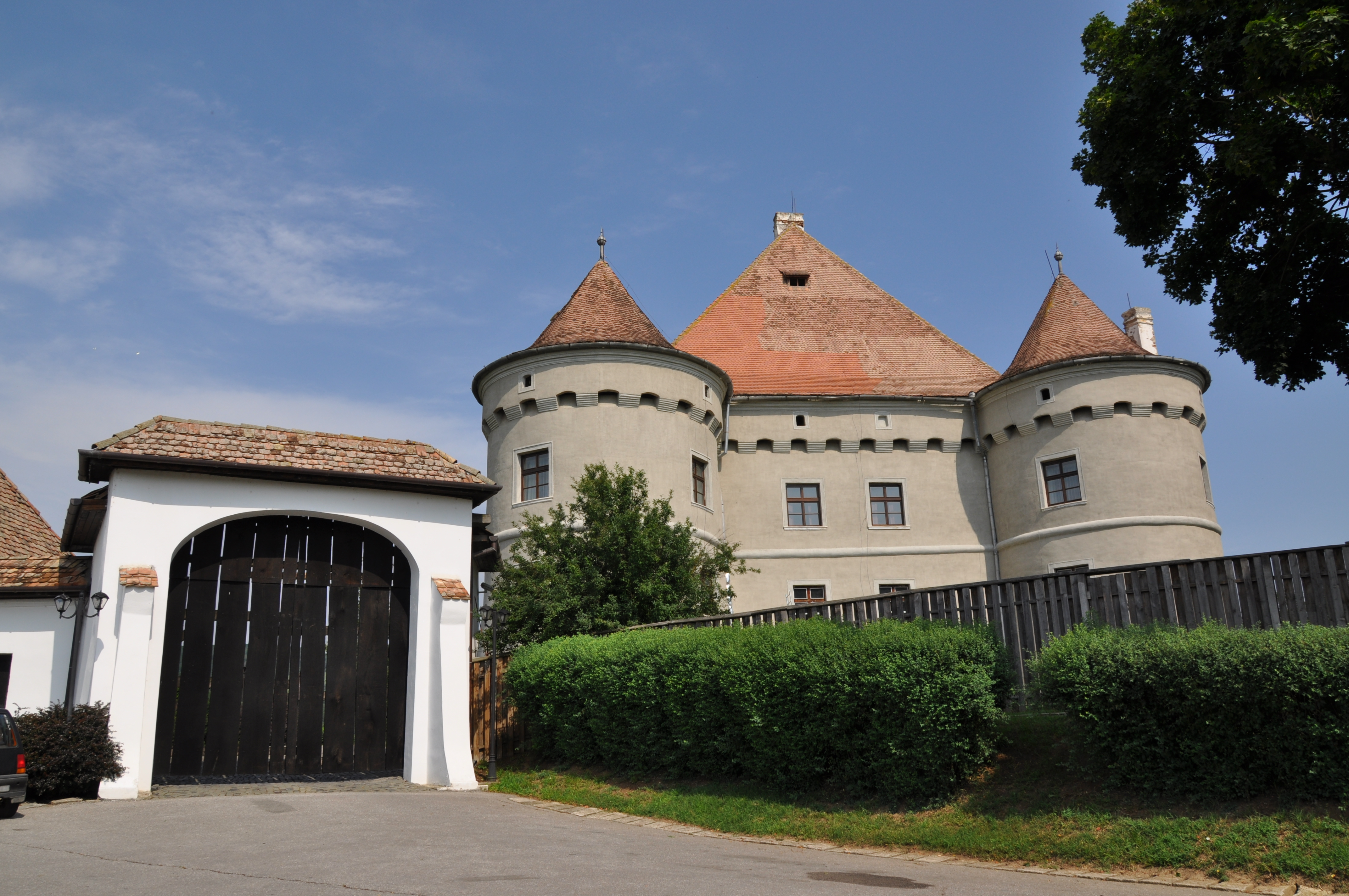
Castelul Bethlen-Haller din Cetatea de Baltă

- Castelul Bagdi din Blaj, din secolul al XVIII-lea reședință episcopală[1]
- Castelul Bánffy din Sâncrai, aflat în proprietatea Consiliului Județean Alba[2]
- Castelul Bethlen din Aiud, azi muzeu de istorie[3]
- Castelul Bethlen din Sânmiclăuș
- Castelul Bethlen-Haller din Cetatea de Baltă, cumpărat de familia Necșulescu, proprietarii Jidvei[4]
- Castelul Esterházy din Șard
- Castelul Gigurtu din Izvoru Ampoiului[5]
- Castelul Kemény din Galda de Jos, azi spital de psihiatrie[6]
- Castelul Kendeffy-Horváth din Vurpăr
- Castelul Martinuzzi din Vințu de Jos, azi ruine[7]
- Castelul Mikes din Cisteiu de Mureș, azi ruine[8]
- Castelul Teleki din Uioara de Sus
- Castelul Wesselényi din Obreja, azi mănăstire a Congregației Inimii Neprihănite[9]

## Conace
- Conacul Bánffy din Ciuguzel
- Conacul Barcsay din Săliștea, azi primărie[10]
- Conacul Benedek din Valea Lungă
- Conacul Kemény din Ciumbrud
- Conacul San Benedictus din Cricău, azi pensiune
- Conacul Szentkereszty din Valea Lungă
- Conacul Teleki din Țelna, azi pensiune